# Mohamed Timoumi
Mohamed Timoumi (Rabat, 15 januari 1960) is een Marokkaans voormalig profvoetballer die doorgaans als middenvelder speelde. Hij kwam uit voor diverse clubs in Marokko, Spanje en België. Hij werd in 1985 uitgeroepen tot Afrikaans voetballer van het jaar. Timoumi speelde tussen 1979 en 1990 in het Marokkaans voetbalelftal.
Mohamed Timoumi speelde van 1979 tot 1990 voor het Marokkaans voetbalelftal, waarmee hij in 1984 deelnam aan de Olympische Zomerspelen. In 1985 werd hij verkozen tot zowel de beste Marokkaanse en Afrikaanse voetballer van het jaar.

## Clubs
- 1977–1978:  US Touarga
- 1978–1986:  FAR Rabat
- 1986–1987:  Real Murcia
- 1987–1989:  KSC Lokeren
- 1989–1990:  Olympique Khouribga